# Liste der Monuments historiques im 1. Arrondissement (Paris)
Die Liste der Monuments historiques im 1. Arrondissement (Paris) führt die Monuments historiques im 1. Arrondissement der französischen Hauptstadt Paris auf.

## Liste der Bauwerke
| Bezeichnung                                                                | Beschreibung | Standort                                                                                | Kennzeichnung | Schutzstatus   | Datum     | Bild |
| -------------------------------------------------------------------------- | ------------ | --------------------------------------------------------------------------------------- | ------------- | -------------- | --------- | ---- |
| Bar-restaurant „Au chien qui fume“                                         |              | 33 rue du Pont-Neuf (Lage)                                                              | PA00085783    | Inscrit        | 1984      |      |
| Bourse de commerce                                                         |              | 2 rue de Viarmes (Lage)                                                                 | PA00085839    | Classé         | 1862      |      |
| Boutique                                                                   |              | 14 rue de La Sourdière (Lage)                                                           | PA00085785    | Inscrit        | 1984      |      |
| Café-Bar                                                                   |              | 3 rue Étienne-Marcel (Lage)                                                             | PA00085786    | Inscrit        | 1984      |      |
| Café-Bar                                                                   |              | 91 rue Saint-Denis / 79 rue Rambuteau (Lage)                                            | PA00085788    | Inscrit        | 1984      |      |
| Café-Bar „Le Cochon à l’oreille“                                           |              | 15 rue Montmartre (Lage)                                                                | PA00085787    | Inscrit        | 1984      |      |
| Cercle républicain                                                         |              | 5 avenue de l’Opéra (Lage)                                                              | PA75010003    | Inscrit        | 1996      |      |
| Colonne Médicis                                                            |              | 2 rue de Viarmes (Lage)                                                                 | PA00085839    | Classé         | 1862      |      |
| Colonne Vendôme                                                            |              | Place Vendôme (Lage)                                                                    | PA00085790    | Classé         | 1992      |      |
| Cour des comptes                                                           |              | 13 rue Cambon (Lage)                                                                    | PA00085791    | Inscrit        | 1993      |      |
| Couvent des Feuillants                                                     |              | 229 bis 235 rue Saint-Honoré (Lage)                                                     | PA00085792    | Inscrit        | 1987      |      |
| Crémerie                                                                   |              | 25 rue Danielle-Casanova (Lage)                                                         | PA00085793    | Inscrit        | 1984      |      |
| Métroeingang von Hector Guimard der Station Châtelet                       |              | Rue de Rivoli Rue des Lavandières-Sainte-Opportune (Lage)                               | PA00085986    | Inscrit        | 2016      |      |
| Métroeingang von Hector Guimard der Station Étienne Marcel                 |              | 14 rue de Turbigo (Lage)                                                                | PA00085987    | Inscrit        | 2016      |      |
| Métroeingang von Hector Guimard der Station Louvre – Rivoli                |              | Rue de l’Amiral-de-Coligny Rue de Rivoli (Lage)                                         | PA00085988    | Inscrit        | 2016      |      |
| Métroeingang von Hector Guimard der Station Palais Royal – Musée du Louvre |              | Place du Palais-Royal Rue de Rivoli (Lage)                                              | PA00085989    | Inscrit        | 2016      |      |
| Métroeingang von Hector Guimard der Station Tuileries                      |              | Rue de Rivoli (Lage)                                                                    | PA00085990    | Inscrit        | 2016      |      |
| Kirche Notre-Dame-de-l’Assomption                                          |              | 263 rue Saint-Honoré (Lage)                                                             | PA00085794    | Classé         | 1907      |      |
| Saint-Eustache                                                             |              | 2 rue du Jour (Lage)                                                                    | PA00085795    | Classé         | 1862      |      |
| St-Germain-l’Auxerrois                                                     |              | 19 Rue des Prêtres-Saint-Germain-l’Auxerrois (Lage)                                     | PA00085796    | Classé         | 1862      |      |
| Saint-Leu-Saint-Gilles                                                     |              | 92 Rue Saint-Denis (Lage)                                                               | PA00085797    | Classé         | 1915      |      |
| St-Roch                                                                    |              | 18 rue Saint-Roch (Lage)                                                                | PA00085798    | Classé         | 1914      |      |
| Stadtmauer von Philippe Auguste                                            |              | 7, 9 rue du Jour 62 rue Jean-Jacques-Rousseau (Lage)                                    | PA00085799    | Classé         | 1889      |      |
| Stadtmauer von Philippe Auguste                                            |              | 21, 23 rue du Jour 70 rue Jean-Jacques-Rousseau (Lage)                                  | PA00085800    | Classé         | 1889      |      |
| Stadtmauer von Philippe Auguste                                            |              | 11, 13 rue du Louvre 20 rue Jean-Jacques-Rousseau (Lage)                                | PA00085801    | Classé         | 1889      |      |
| Stadtmauer von Philippe Auguste                                            |              | 146, 148, 150 rue Saint-Honoré (Lage)                                                   | PA00085802    | Classé         | 1889      |      |
| Épicerie                                                                   |              | 9 rue Pierre-Lescot (Lage)                                                              | PA00085803    | Inscrit        | 1984      |      |
| Épicerie                                                                   |              | 95 rue Saint-Honoré (Lage)                                                              | PA00085804    | Inscrit        | 1984      |      |
| Fontaine de la Croix du Trahoir                                            |              | Rue de l’Arbre-Sec Rue Saint-Honoré (Lage)                                              | PA00085807    | Inscrit        | 1925      |      |
| Fontaine des Innocents                                                     |              | 2 rue des Innocents (Lage)                                                              | PA00085805    | Classé         | 1862      |      |
| Fontaine du Palmier                                                        |              | Place du Châtelet (Lage)                                                                | PA00085806    | Inscrit        | 1925      |      |
| Galerie Véro-Dodat                                                         |              | 2 rue du Bouloi 19 rue Jean-Jacques-Rousseau (Lage)                                     | PA00085995    | Inscrit        | 1965      |      |
| Hôtel Bataille de Francès                                                  |              | 1 place Vendôme (Lage)                                                                  | PA00085808    | Classé         | 1930      |      |
| Hôtel Baudard de Saint-James                                               |              | 12 place Vendôme (Lage)                                                                 | PA00085809    | Inscrit Classé | 1927 1930 |      |
| Hôtel Bauyn de Péreuse                                                     |              | 5 place des Victoires (Lage)                                                            | PA00085810    | Classé         | 1948      |      |
| Hôtel Bergeret de Grancourt                                                |              | 2 place des Victoires (Lage)                                                            | PA00085811    | Classé         | 1962      |      |
| Hôtel Bergeret de Talmont                                                  |              | 4 place des Victoires (Lage)                                                            | PA00085812    | Classé         | 1962      |      |
| Hôtel Boffrand                                                             |              | 24 place Vendôme (Lage)                                                                 | PA00085838    | Inscrit        | 1927      |      |
| Hôtel de Boullongne                                                        |              | 23 place Vendôme (Lage)                                                                 | PA00085813    | Classé         | 1931      |      |
| Hôtel de Bourvallais                                                       |              | 11, 13 place Vendôme (Lage)                                                             | PA00085814    | Classé Inscrit | 1982 1991 |      |
| Hôtel Bristol                                                              |              | 3, 5 place Vendôme 360 rue Saint-Honoré Rue de Castiglione (Lage)                       | PA00085817    | Classé         | 1990      |      |
| Hôtel Bullion                                                              |              | 9 rue Coq-Héron (Lage)                                                                  | PA00085815    | Inscrit        | 1925      |      |
| Hôtel Charlemagne                                                          |              | 1 place des Victoires (Lage)                                                            | PA00085816    | Classé         | 1967      |      |
| Hôtel Crozat                                                               |              | 17 place Vendôme (Lage)                                                                 | PA00085826    | Inscrit Classé | 1927 1930 |      |
| Hôtel Delpech de Chaunot                                                   |              | 8 place Vendôme (Lage)                                                                  | PA00085818    | Inscrit        | 1927      |      |
| Hôtel Dodun                                                                |              | 21 rue de Richelieu (Lage)                                                              | PA00085819    | Inscrit        | 1925      |      |
| Hôtel Duché des Tournelles                                                 |              | 18 place Vendôme (Lage)                                                                 | PA00085820    | Classé         | 1930      |      |
| Hôtel de l’État-Major de la Place et du Gouvernement militaire             |              | 7, 9 place Vendôme (Lage)                                                               | PA00085821    | Classé         | 1862      |      |
| Hôtel d’Évreux                                                             |              | 19 place Vendôme (Lage)                                                                 | PA00085822    | Classé Inscrit | 1930 1957 |      |
| Hôtel de La Fare                                                           |              | 14 place Vendôme (Lage)                                                                 | PA00085827    | Classé         | 1930      |      |
| Hôtel de Fontpertuis                                                       |              | 21 place Vendôme (Lage)                                                                 | PA00085822    | Classé         | 1930      |      |
| Hôtel de France et de Choiseul                                             |              | 239, 241 rue Saint-Honoré (Lage)                                                        | PA00085823    | Inscrit        | 1966      |      |
| Hôtel Gaillard de la Bouëxière                                             |              | 28 place Vendôme (Lage)                                                                 | PA00085824    | Classé         | 1928      |      |
| Hôtel de Gargan                                                            |              | 37 rue Saint-Roch (Lage)                                                                | PA00085825    | Inscrit        | 1926      |      |
| Hôtel de Gramont                                                           |              | 15 place Vendôme (Lage)                                                                 | PA00085826    | Inscrit Classé | 1927 1930 |      |
| Hôtel Heuzé de Vologer                                                     |              | 4 place Vendôme (Lage)                                                                  | PA00085830    | Classé         | 1933      |      |
| Hôtel de Latour-Maubourg                                                   |              | 10 place Vendôme (Lage)                                                                 | PA00085828    | Inscrit        | 1927      |      |
| Hôtel Lulli                                                                |              | 45 rue des Petits-Champs (Lage)                                                         | PA00085829    | Classé         | 1926      |      |
| Hôtel Marquet de Bourgade                                                  |              | 2 place Vendôme (Lage)                                                                  | PA00085830    | Classé         | 1933      |      |
| Hôtel de Montplanque                                                       |              | 1bis place des Victoires (Lage)                                                         | PA00085831    | Classé         | 1962      |      |
| Hôtel Moufle                                                               |              | 16 place Vendôme (Lage)                                                                 | PA00085832    | Inscrit Classé | 1927 1942 |      |
| Hôtel de Nocé                                                              |              | 26 place Vendôme (Lage)                                                                 | PA00085833    | Classé         | 1930      |      |
| Hôtel de Parabère                                                          |              | 20 place Vendôme (Lage)                                                                 | PA00085834    | Inscrit Classé | 1927 1930 |      |
| Hôtel particulier                                                          |              | 68 rue Jean-Jacques-Rousseau (Lage)                                                     | PA00085893    | Inscrit Classé | 1994 1995 |      |
| Hôtel de la Porte                                                          |              | 25 rue du Jour (Lage)                                                                   | PA00085835    | Inscrit        | 1926      |      |
| Hôtel Saint-Florentin                                                      |              | 2 rue Saint-Florentin (Lage)                                                            | PA00085836    | Inscrit        | 1925      |      |
| Hôtel Saint-James et d’Albany                                              |              | 211 rue Saint-Honoré (Lage)                                                             | PA00085837    | Inscrit        | 1960      |      |
| Hôtel de Ségur                                                             |              | 22 place Vendôme (Lage)                                                                 | PA00085838    | Inscrit        | 1927      |      |
| Hôtel de Soyecourt                                                         |              | 3 place des Victoires (Lage)                                                            | PA00085840    | Inscrit        | 1926      |      |
| Hôtel Tannevot                                                             |              | 26 rue Cambon (Lage)                                                                    | PA00085843    | Classé         | 1958      |      |
| Hôtel Thibert des Martrais                                                 |              | 6 place Vendôme (Lage)                                                                  | PA00085830    | Classé         | 1933      |      |
| Hôtel de Toulouse                                                          |              | 39 rue Croix-des-Petits-Champs (Lage)                                                   | PA00085841    | Inscrit        | 1926      |      |
| Hôtel de Villeroy                                                          |              | 34 rue des Bourdonnais (Lage)                                                           | PA00085842    | Inscrit        | 1984      |      |
| Gebäude                                                                    |              | 35, 37 rue de l’Arbre-Sec (Lage)                                                        | PA00085844    | Inscrit        | 1962      |      |
| Gebäude                                                                    |              | 52 rue de l’Arbre-Sec (Lage)                                                            | PA00085845    | Inscrit        | 1925      |      |
| Gebäude                                                                    |              | 1-3-5 rue de Beaujolais (Lage)                                                          | PA00085846    | Classé         | 1926      |      |
| Gebäude                                                                    |              | 7 rue de Beaujolais (Lage)                                                              | PA00085847    | Classé         | 1920      |      |
| Gebäude                                                                    |              | 9 rue de Beaujolais (Lage)                                                              | PA00085848    | Classé         | 1927      |      |
| Gebäude                                                                    |              | 11-11bis rue de Beaujolais (Lage)                                                       | PA00085849    | Classé         | 1926      |      |
| Gebäude                                                                    |              | 15 rue de Beaujolais (Lage)                                                             | PA00085850    | Classé         | 1929      |      |
| Gebäude                                                                    |              | 7 rue Bertin-Poirée (Lage)                                                              | PA00085905    | Classé         | 1928      |      |
| Gebäude                                                                    |              | 8-10 rue Bertin-Poirée (Lage)                                                           | PA00085904    | Classé         | 1927      |      |
| Gebäude                                                                    |              | 14 rue Bertin-Poirée (Lage)                                                             | PA00085853    | Inscrit        | 1974      |      |
| Gebäude                                                                    |              | 15 rue Bertin-Poirée (Lage)                                                             | PA00085852    | Inscrit        | 1974      |      |
| Gebäude                                                                    |              | 17 rue Bertin-Poirée (Lage)                                                             | PA00085859    | Inscrit        | 1925      |      |
| Gebäude                                                                    |              | 22 rue des Bourdonnais (Lage)                                                           | PA00085854    | Inscrit        | 1974      |      |
| Gebäude                                                                    |              | 24 rue des Bourdonnais (Lage)                                                           | PA00085855    | Inscrit        | 1974      |      |
| Gebäude                                                                    |              | 30 rue des Bourdonnais (Lage)                                                           | PA00085856    | Inscrit        | 1925      |      |
| Gebäude                                                                    |              | 20 rue Cambon (Lage)                                                                    | PA00085857    | Inscrit        | 1980      |      |
| Gebäude                                                                    |              | 43 rue Croix-des-Petits-Champs (Lage)                                                   | PA00085858    | Inscrit        | 1928      |      |
| Gebäude                                                                    |              | 15 rue Danielle-Casanova (Lage)                                                         | PA00085852    | Inscrit        | 1974      |      |
| Gebäude                                                                    |              | 19 rue Danielle-Casanova (Lage)                                                         | PA00133003    | Inscrit        | 1994      |      |
| Gebäude                                                                    |              | 21 rue Danielle-Casanova (Lage)                                                         | PA75010007    | Inscrit        | 1998      |      |
| Gebäude                                                                    |              | 23 rue Danielle-Casanova (Lage)                                                         | PA75010009    | Inscrit        | 1999      |      |
| Gebäude                                                                    |              | 25-27 rue Danielle-Casanova (Lage)                                                      | PA00085852    | Inscrit        | 1974      |      |
| Gebäude                                                                    |              | 29 rue Danielle-Casanova (Lage)                                                         | PA75010008    | Inscrit        | 1998      |      |
| Gebäude                                                                    |              | 12 place Dauphine (Lage)                                                                | PA00085860    | Inscrit        | 1925      |      |
| Gebäude                                                                    |              | 13 place Dauphine (Lage)                                                                | PA00085861    | Inscrit        | 1950      |      |
| Gebäude                                                                    |              | 14 place Dauphine (Lage)                                                                | PA00085862    | Inscrit        | 1925      |      |
| Gebäude                                                                    |              | 15 place Dauphine (Lage)                                                                | PA00085863    | Inscrit        | 1925      |      |
| Gebäude                                                                    |              | 16 place Dauphine (Lage)                                                                | PA00085864    | Inscrit        | 1925      |      |
| Gebäude                                                                    |              | 17 place Dauphine (Lage)                                                                | PA00085865    | Inscrit        | 1950      |      |
| Gebäude                                                                    |              | 19-21 place Dauphine (Lage)                                                             | PA00085866    | Inscrit        | 1925      |      |
| Gebäude                                                                    |              | 23 place Dauphine (Lage)                                                                | PA00085867    | Inscrit        | 1928      |      |
| Gebäude                                                                    |              | 24 place Dauphine (Lage)                                                                | PA00085868    | Inscrit        | 1950      |      |
| Gebäude                                                                    |              | 25 place Dauphine (Lage)                                                                | PA00085869    | Inscrit        | 1950      |      |
| Gebäude                                                                    |              | 26 place Dauphine (Lage)                                                                | PA00085870    | Inscrit        | 1925      |      |
| Gebäude                                                                    |              | 27 place Dauphine (Lage)                                                                | PA00085871    | Inscrit        | 1950      |      |
| Gebäude                                                                    |              | 28 place Dauphine (Lage)                                                                | PA00085872    | Classé         | 1945      |      |
| Gebäude                                                                    |              | 29 place Dauphine (Lage)                                                                | PA00085873    | Inscrit        | 1950      |      |
| Gebäude                                                                    |              | 31 place Dauphine (Lage)                                                                | PA00085874    | Classé         | 1926      |      |
| Gebäude                                                                    |              | 3 rue des Deux-Boules (Lage)                                                            | PA00085876    | Inscrit        | 1974      |      |
| Gebäude                                                                    |              | 5 rue des Deux-Boules (Lage)                                                            | PA00085877    | Inscrit        | 1974      |      |
| Gebäude                                                                    |              | 7 rue des Deux-Boules (Lage)                                                            | PA00085878    | Inscrit        | 1974      |      |
| Gebäude                                                                    |              | 9-11 rue des Deux-Boules (Lage)                                                         | PA00085879    | Inscrit        | 1974      |      |
| Gebäude                                                                    |              | 13 rue des Deux-Boules (Lage)                                                           | PA00085880    | Inscrit        | 1974      |      |
| Gebäude                                                                    |              | 2 rue de la Ferronnerie (Lage)                                                          | PA00085882    | Inscrit        | 1980      |      |
| Gebäude                                                                    |              | 4 rue de la Ferronnerie (Lage)                                                          | PA00085883    | Inscrit        | 1980      |      |
| Gebäude                                                                    |              | 6-6bis-8-8bis rue de la Ferronnerie (Lage)                                              | PA00085899    | Inscrit        | 1928      |      |
| Gebäude                                                                    |              | 10 rue de la Ferronnerie (Lage)                                                         | PA00085885    | Inscrit        | 1980      |      |
| Gebäude                                                                    |              | 12-14 rue de la Ferronnerie (Lage)                                                      | PA00085886    | Inscrit        | 1980      |      |
| Gebäude                                                                    |              | 29 rue de la Ferronnerie (Lage)                                                         | PA00085887    | Inscrit        | 1980      |      |
| Gebäude                                                                    |              | 31 rue de la Ferronnerie (Lage)                                                         | PA00085888    | Inscrit        | 1984      |      |
| Gebäude                                                                    |              | 20 rue Hérold (Lage)                                                                    | PA00085889    | Inscrit        | 1926      |      |
| Gebäude                                                                    |              | 19 quai de l’Horloge (Lage)                                                             | PA00085890    | Inscrit        | 1928      |      |
| Gebäude                                                                    |              | 21 quai de l’Horloge (Lage)                                                             | PA00085891    | Inscrit        | 1928      |      |
| Gebäude                                                                    |              | 23 quai de l’Horloge (Lage)                                                             | PA00085892    | Inscrit        | 1950      |      |
| Gebäude                                                                    |              | 16-18 rue Jean-Lantier (Lage)                                                           | PA00085894    | Inscrit        | 1974      |      |
| Gebäude                                                                    |              | 42 rue de La Sourdière (Lage)                                                           | PA00085957    | Inscrit        | 1962      |      |
| Gebäude                                                                    |              | 3-5-7-9 rue des Lavandières-Sainte-Opportune (Lage)                                     | PA00085895    | Inscrit        | 1974      |      |
| Gebäude                                                                    |              | 11 rue des Lavandières-Sainte-Opportune (Lage)                                          | PA00085896    | Inscrit        | 1974      |      |
| Gebäude                                                                    |              | 15 rue des Lavandières-Sainte-Opportune (Lage)                                          | PA00085897    | Inscrit        | 1974      |      |
| Gebäude                                                                    |              | 17 rue des Lavandières-Sainte-Opportune (Lage)                                          | PA00085898    | Inscrit        | 1974      |      |
| Gebäude                                                                    |              | 25 rue des Lavandières-Sainte-Opportune (Lage)                                          | PA00085852    | Inscrit        | 1974      |      |
| Gebäude                                                                    |              | 62 rue des Lombards (Lage)                                                              | PA00085900    | Inscrit        | 1925      |      |
| Gebäude                                                                    |              | 14 quai de la Mégisserie (Lage)                                                         | PA75010010    | Inscrit        | 1999      |      |
| Gebäude                                                                    |              | 15 rue Montorgueil (Lage)                                                               | PA00085901    | Inscrit        | 1928      |      |
| Gebäude                                                                    |              | 17 rue Montorgueil (Lage)                                                               | PA00085902    | Inscrit        | 1989      |      |
| Gebäude                                                                    |              | 19 rue Montorgueil (Lage)                                                               | PA00085903    | Inscrit        | 1928      |      |
| Gebäude                                                                    |              | 10-12 rue de Montpensier (Lage)                                                         | PA00085907    | Classé         | 1920      |      |
| Gebäude                                                                    |              | 14-16 rue de Montpensier (Lage)                                                         | PA00085908    | Classé         | 1927      |      |
| Gebäude                                                                    |              | 18 rue de Montpensier (Lage)                                                            | PA00085909    | Classé         | 1927      |      |
| Gebäude                                                                    |              | 20 rue de Montpensier (Lage)                                                            | PA00133006    | Inscrit        | 1994      |      |
| Gebäude                                                                    |              | 22 rue de Montpensier (Lage)                                                            | PA75010004    | Inscrit        | 1997      |      |
| Gebäude                                                                    |              | 24 rue de Montpensier (Lage)                                                            | PA00085910    | Classé         | 1920      |      |
| Gebäude                                                                    |              | 26 rue de Montpensier (Lage)                                                            | PA00085911    | Classé         | 1927      |      |
| Gebäude                                                                    |              | 28 rue de Montpensier (Lage)                                                            | PA00085912    | Classé         | 1927      |      |
| Gebäude                                                                    |              | 30 rue de Montpensier (Lage)                                                            | PA00085913    | Classé         | 1926      |      |
| Gebäude                                                                    |              | 32 rue de Montpensier (Lage)                                                            | PA00085914    | Classé         | 1926      |      |
| Gebäude                                                                    |              | 34 rue de Montpensier (Lage)                                                            | PA00085916    | Classé Inscrit | 1930 1993 |      |
| Gebäude                                                                    |              | 36 rue de Montpensier (Lage)                                                            | PA75010002    | Inscrit        | 1996      |      |
| Gebäude                                                                    |              | 4 rue des Moulins (Lage)                                                                | PA00085917    | Inscrit        | 1964      |      |
| Gebäude                                                                    |              | 5 rue des Moulins (Lage)                                                                | PA00085918    | Inscrit        | 1925      |      |
| Gebäude                                                                    |              | 6 rue des Moulins (Lage)                                                                | PA00085919    | Inscrit        | 1964      |      |
| Gebäude                                                                    |              | 8 rue des Moulins (Lage)                                                                | PA00085920    | Inscrit        | 1964      |      |
| Gebäude                                                                    |              | 10 rue des Moulins (Lage)                                                               | PA00085921    | Inscrit        | 1964      |      |
| Gebäude                                                                    |              | 23 avenue de l’Opéra (Lage)                                                             | PA00085922    | Inscrit        | 1983      |      |
| Gebäude                                                                    |              | 68-72 quai des Orfèvres (Lage)                                                          | PA00085923    | Inscrit        | 1950      |      |
| Gebäude                                                                    |              | 3 rue des Orfèvres (Lage)                                                               | PA00085924    | Inscrit        | 1974      |      |
| Gebäude                                                                    |              | 5 rue des Orfèvres (Lage)                                                               | PA00085925    | Inscrit        | 1974      |      |
| Gebäude                                                                    |              | 6 rue des Orfèvres (Lage)                                                               | PA00085926    | Inscrit        | 1974      |      |
| Gebäude                                                                    |              | 7 rue des Orfèvres (Lage)                                                               | PA00085927    | Inscrit        | 1974      |      |
| Gebäude                                                                    |              | 8 rue des Orfèvres (Lage)                                                               | PA00085928    | Inscrit        | 1974      |      |
| Gebäude                                                                    |              | 9 rue des Orfèvres (Lage)                                                               | PA00085929    | Inscrit        | 1974      |      |
| Gebäude                                                                    |              | 10 rue des Orfèvres (Lage)                                                              | PA00085930    | Inscrit        | 1974      |      |
| Gebäude                                                                    |              | 39 rue des Petits-Champs (Lage)                                                         | PA00086008    | Inscrit        | 1992      |      |
| Gebäude                                                                    |              | 61 rue des Petits-Champs (Lage)                                                         | PA00085931    | Inscrit        | 1925      |      |
| Gebäude                                                                    |              | 28 rue de Richelieu (Lage)                                                              | PA00085932    | Inscrit        | 1975      |      |
| Gebäude                                                                    |              | 39 rue de Richelieu (Lage)                                                              | PA00085915    | Classé         | 1927      |      |
| Gebäude                                                                    |              | 40 rue de Richelieu (Lage)                                                              | PA75010013    | Inscrit        | 2003      |      |
| Gebäude                                                                    |              | 146 rue de Rivoli (Lage)                                                                | PA75010005    | Inscrit        | 1997      |      |
| Gebäude                                                                    |              | 127 Rue Saint-Denis (Lage)                                                              | PA00085934    | Inscrit        | 1984      |      |
| Gebäude                                                                    |              | 36 rue Sainte-Anne (Lage)                                                               | PA00085933    | Inscrit        | 1925      |      |
| Gebäude                                                                    |              | 6 rue Saint-Florentin (Lage)                                                            | PA00085935    | Inscrit        | 1962      |      |
| Gebäude                                                                    |              | 2 rue Saint-Germain-l’Auxerrois (Lage)                                                  | PA00085936    | Inscrit        | 1974      |      |
| Gebäude                                                                    |              | 5-7 rue Saint-Germain-l’Auxerrois (Lage)                                                | PA00085937    | Inscrit        | 1974      |      |
| Gebäude                                                                    |              | 9 rue Saint-Germain-l’Auxerrois (Lage)                                                  | PA00085938    | Inscrit        | 1974      |      |
| Gebäude                                                                    |              | 10 rue Saint-Germain-l’Auxerrois (Lage)                                                 | PA00085939    | Inscrit        | 1974      |      |
| Gebäude                                                                    |              | 12 rue Saint-Germain-l’Auxerrois (Lage)                                                 | PA00085940    | Inscrit        | 1974      |      |
| Gebäude                                                                    |              | 13 rue Saint-Germain-l’Auxerrois (Lage)                                                 | PA00085941    | Inscrit        | 1974      |      |
| Gebäude                                                                    |              | 14 rue Saint-Germain-l’Auxerrois (Lage)                                                 | PA00085942    | Inscrit        | 1974      |      |
| Gebäude                                                                    |              | 15 rue Saint-Germain-l’Auxerrois (Lage)                                                 | PA00085943    | Inscrit        | 1974      |      |
| Gebäude                                                                    |              | 16 rue Saint-Germain-l’Auxerrois (Lage)                                                 | PA00085944    | Inscrit        | 1974      |      |
| Gebäude                                                                    |              | 18 rue Saint-Germain-l’Auxerrois (Lage)                                                 | PA00085945    | Inscrit        | 1974      |      |
| Gebäude                                                                    |              | 20-22 rue Saint-Germain-l’Auxerrois (Lage)                                              | PA00085946    | Inscrit        | 1974      |      |
| Gebäude                                                                    |              | 24 rue Saint-Germain-l’Auxerrois (Lage)                                                 | PA00085947    | Inscrit        | 1974      |      |
| Gebäude                                                                    |              | 26-28-30 rue Saint-Germain-l’Auxerrois (Lage)                                           | PA00085948    | Inscrit        | 1974      |      |
| Gebäude                                                                    |              | 47 rue Saint-Honoré (Lage)                                                              | PA00085949    | Inscrit        | 1925      |      |
| Gebäude                                                                    |              | 54 rue Saint-Honoré (Lage)                                                              | PA00085950    | Inscrit        | 1926      |      |
| Gebäude                                                                    |              | 93 rue Saint-Honoré (Lage)                                                              | PA00085951    | Inscrit        | 1962      |      |
| Gebäude                                                                    |              | 97 rue Saint-Honoré (Lage)                                                              | PA00135361    | Inscrit        | 1995      |      |
| Gebäude                                                                    |              | 115 rue Saint-Honoré (Lage)                                                             | PA00085952    | Inscrit        | 1962      |      |
| Gebäude                                                                    |              | 334 rue Saint-Honoré (Lage)                                                             | PA00085953    | Inscrit        | 1962      |      |
| Gebäude                                                                    |              | 352 rue Saint-Honoré (Lage)                                                             | PA00085954    | Inscrit        | 1928      |      |
| Gebäude                                                                    |              | 366 rue Saint-Honoré (Lage)                                                             | PA00085955    | Inscrit        | 1994      |      |
| Gebäude                                                                    |              | 368-370 rue Saint-Honoré (Lage)                                                         | PA00133004    | Inscrit        | 1994      |      |
| Gebäude                                                                    |              | 372 rue Saint-Honoré (Lage)                                                             | PA00133005    | Inscrit        | 1994      |      |
| Gebäude                                                                    |              | 404 rue Saint-Honoré (Lage)                                                             | PA00085956    | Inscrit        | 1962      |      |
| Gebäude                                                                    |              | 5-7 rue Sauval (Lage)                                                                   | PA00135362    | Inscrit        | 1995      |      |
| Gebäude                                                                    |              | 1 rue Thérèse (Lage)                                                                    | PA00085958    | Inscrit        | 1925      |      |
| Gebäude                                                                    |              | 3 place de Valois (Lage)                                                                | PA00085959    | Inscrit        | 1946      |      |
| Gebäude                                                                    |              | 4 place de Valois (Lage)                                                                | PA00085960    | Inscrit        | 1946      |      |
| Gebäude                                                                    |              | 5 place de Valois (Lage)                                                                | PA00085961    | Inscrit        | 1946      |      |
| Gebäude                                                                    |              | 6 place de Valois (Lage)                                                                | PA00085962    | Inscrit        | 1946      |      |
| Gebäude                                                                    |              | 7 place de Valois (Lage)                                                                | PA00085963    | Inscrit        | 1946      |      |
| Gebäude                                                                    |              | 2 rue de Valois (Lage)                                                                  | PA00085964    | Inscrit        | 1946      |      |
| Gebäude                                                                    |              | 4 rue de Valois (Lage)                                                                  | PA00085965    | Inscrit        | 1946      |      |
| Gebäude                                                                    |              | 6 rue de Valois (Lage)                                                                  | PA00085966    | Inscrit        | 1928      |      |
| Gebäude                                                                    |              | 8 rue de Valois (Lage)                                                                  | PA00085967    | Inscrit        | 1946      |      |
| Gebäude                                                                    |              | 9 rue de Valois (Lage)                                                                  | PA00085968    | Classé         | 1922      |      |
| Gebäude                                                                    |              | 11 rue de Valois (Lage)                                                                 | PA00085969    | Classé         | 1922      |      |
| Gebäude                                                                    |              | 13 rue de Valois (Lage)                                                                 | PA00085970    | Classé         | 1922      |      |
| Gebäude                                                                    |              | 15 rue de Valois (Lage)                                                                 | PA00085971    | Classé         | 1926      |      |
| Gebäude                                                                    |              | 17 rue de Valois (Lage)                                                                 | PA00085972    | Classé         | 1926      |      |
| Gebäude                                                                    |              | 19 rue de Valois (Lage)                                                                 | PA00085973    | Classé         | 1922      |      |
| Gebäude                                                                    |              | 21 rue de Valois (Lage)                                                                 | PA00085974    | Classé         | 1922      |      |
| Gebäude                                                                    |              | 23 rue de Valois (Lage)                                                                 | PA00085975    | Classé         | 1922      |      |
| Gebäude                                                                    |              | 25 rue de Valois (Lage)                                                                 | PA00085976    | Classé         | 1922      |      |
| Gebäude                                                                    |              | 27 rue de Valois (Lage)                                                                 | PA00085977    | Classé         | 1922      |      |
| Gebäude                                                                    |              | 29 rue de Valois (Lage)                                                                 | PA00085978    | Classé         | 1922      |      |
| Gebäude                                                                    |              | 31 rue de Valois (Lage)                                                                 | PA00085979    | Classé         | 1922      |      |
| Gebäude                                                                    |              | 33 rue de Valois (Lage)                                                                 | PA00085980    | Classé         | 1927      |      |
| Gebäude                                                                    |              | 35-35bis rue de Valois (Lage)                                                           | PA00085981    | Classé         | 1927      |      |
| Gebäude                                                                    |              | 37 rue de Valois (Lage)                                                                 | PA00085982    | Classé         | 1922      |      |
| Gebäude                                                                    |              | 39 rue de Valois (Lage)                                                                 | PA00085983    | Classé         | 1922      |      |
| Gebäude                                                                    |              | 41 rue de Valois (Lage)                                                                 | PA00085984    | Classé         | 1922      |      |
| Gebäude                                                                    |              | 43 rue de Valois (Lage)                                                                 | PA00085985    | Classé         | 1922      |      |
| Gebäude                                                                    |              | 2 rue La Vrillière (Lage)                                                               | PA00085875    | Inscrit        | 1925      |      |
| Jardin des Tuileries                                                       |              | Quai du Louvre Avenue du Général-Lemonnier rue de Rivoli (Lage)                         | PA00085996    | Inscrit        | 1950      |      |
| Manège Duphot                                                              |              | 10-12-14 rue Duphot (Lage)                                                              | PA00085881    | Inscrit        | 1989      |      |
| Palais de justice                                                          |              | Boulevard du Palais (Lage)                                                              | PA00085991    | Classé         | 1862      |      |
| Louvre                                                                     |              | Quai du Louvre Avenue du Général-Lemonnier Rue de Rivoli (Lage)                         | PA00085992    | Classé         | 1888      |      |
| Palais Royal                                                               |              | Place du Palais-Royal 1 à 7 rue de Valois 2 à 8 rue de Montpensier Place Colette (Lage) | PA00085993    | Classé         | 1994      |      |
| Passage des Deux-Pavillons                                                 |              | 6, 8 rue de Beaujolais (Lage)                                                           | PA00085994    | Inscrit        | 1986      |      |
| Place Dauphine                                                             |              | (Lage)                                                                                  | PA00085999    | Classé         | 1889      |      |
| Place des Victoires                                                        |              | Place des Victoires (Lage)                                                              | PA00085997    | Classé         | 1962      |      |
| Pont des Arts                                                              |              | (Lage)                                                                                  | PA00086000    | Classé         | 1939      |      |
| Pont Neuf                                                                  |              | (Lage)                                                                                  | PA00085992    | Classé         | 1888      |      |
| Pont Royal                                                                 |              | (Lage)                                                                                  | PA00085992    | Classé         | 1888      |      |
| Restaurant L’Escargot Montorgueil                                          |              | 38 rue Montorgueil (Lage)                                                               | PA75010006    | Inscrit        | 1998      |      |
| Restaurant Grand Véfour                                                    |              | 17 rue de Beaujolais (Lage)                                                             | PA00085851    | Classé Inscrit | 1927 1983 |      |
| ehemaliges Restaurant „Le Mercure galant“                                  |              | 20 rue de Beaujolais (Lage)                                                             | PA75010001    | Inscrit        | 1996      |      |
| Restaurant Pharamond                                                       |              | 24 rue de la Grande-Truanderie (Lage)                                                   | PA00086004    | Inscrit        | 1989      |      |
| Sainte-Chapelle                                                            |              | Boulevard du Palais (Lage)                                                              | PA00085991    | Classé         | 1862      |      |
| La Samaritaine                                                             |              | 19 Rue de la Monnaie (Lage)                                                             | PA00086005    | Inscrit        | 1990      |      |
| Semeuse de Paris                                                           |              | 16 rue du Louvre (Lage)                                                                 | PA75010012    | Inscrit        | 2000      |      |
| Statue Heinrich IV.                                                        |              | Place du Pont-Neuf (Lage)                                                               | PA00086006    | Classé         | 1992      |      |
| Statue von Jeanne d’Arc                                                    |              | Place des Pyramides (Lage)                                                              | PA00086007    | Classé         | 1992      |      |
| Statue von Ludwig XIV.                                                     |              | Place des Victoires (Lage)                                                              | PA00085997    | Classé         | 1962      |      |
| Oratoire du Louvre                                                         |              | 145 rue Saint-Honoré (Lage)                                                             | PA00085789    | Classé         | 1907      |      |
| Théâtre du Châtelet                                                        |              | Place du Châtelet (Lage)                                                                | PA00086003    | Inscrit        | 1979      |      |
| Théâtre Les Déchargeurs                                                    |              | 3 rue des Déchargeurs (Lage)                                                            | PA00085875    | Classé         | 1927      |      |
| Théâtre du Palais-Royal                                                    |              | 38-40 rue de Montpensier (Lage)                                                         | PA00085884    | Inscrit        | 1980      |      |

## Liste der Objekte
- Monuments historiques (Objekte) in Paris in der Base Palissy des französischen Kultusministeriums